# Кадино Село (Пале)
Кадино Село је насељено мјесто у општини Пале, Република Српска, БиХ. Према попису становништва из 1991. у насељу је живјело 257 становника.

## Становништво
| Националност       | 1991. | 1981. | 1971. | 1961. |
| Срби               | 257   | 292   | 328   | 315   |
| остали и непознато |       |       |       |       |
| Укупно             | 257   | 292   | 328   | 315   |

| Демографија | Демографија | Демографија |
| Година      | Становника  | Становника  |
| ----------- | ----------- | ----------- |
| 1961.       | 315         |             |
| 1971.       | 328         |             |
| 1981.       | 292         |             |
| 1991.       | 257         |             |

## Култура
Крачуле припадају парохији у Мокром, Српске православне цркве чије је седиште Црква Успења Пресвете Богородице у Мокром.